# Lycium decumbens
Lycium decumbens är en potatisväxtart som beskrevs av Friedrich Welwitsch och William Philip Hiern. Lycium decumbens ingår i släktet bocktörnen, och familjen potatisväxter. Inga underarter finns listade i Catalogue of Life.